# Старикам тут не место (роман)
«Старикам тут не место» (англ. No Country for Old Men) — роман американского писателя Кормака Маккарти, написанный сначала как сценарий в 2005 году. Действие романа происходит на границе между США и Мексикой в 1980 году в пустынной местности Техаса. У романа простой стиль письма, в отличие от других произведений Кормака. Роман экранизирован братьями Коэнами под тем же названием.
Название романа восходит к первой строке стихотворения Уильямса Батлера Йейтса 1926 года «Плавание в Византию».

## Сюжет
Сюжет завязан на истории трёх центральных персонажей (Льюэллин Мосс, Антон Чигур и Эд Том Белл) и событиях вокруг них после неудачной сделки с наркотиками у мексиканско-американской границы в отдаленном округе Террелл на юго-западе Техаса.
Итак, Техас, июнь 1980 года. На одной из дорог помощник шерифа арестовывает и привозит в участок преступника, наёмного убийцу Антона Чигура. Тот вскоре совершает побег, задушив с помощью наручников помощника шерифа. Уходя из участка, вооруженный пневматическим пистолетом с выдвигающимся стержнем Чигур убивает старика, проезжавшего мимо, и уезжает на его машине.
В это время Левелин Мосс, охотившийся на вилорога, обнаруживает место кровавой бойни, произошедшей, по всей видимости, между двумя группами наркоторговцев. Среди трупов он замечает одного раненого мексиканца, молящего о стакане воды, грузовик с героином и мешок с 2,4 миллионами долларов. Забрав деньги, он возвращается домой. Позже Мосс возвращается на место преступления, раскаиваясь о брошенном раненом и одновременно желая узнать больше об обстоятельствах сделки, которая привела к таким последствиям, а также о деньгах, которые были найдены героем. На месте преступления выясняется, что мексиканец уже был застрелен, а Мосса там поджидают убийцы, намеренные вернуть пропавшие деньги. Начинается напряжённая погоня по пустынной долине, которая будет продолжаться до окончания романа. Оторвавшись от преследователей, Мосс, беспокоясь за жизнь своей жены Карлы Джин, отправляет её к матери в Одессу, Техас и сам оставляет свой дом, убегая с деньгами.
Шериф Эд Том Белл расследует преступление, связанное с наркотиками, пытаясь защитить Мосса и его молодую жену. Белла часто посещают его воспоминания о Второй мировой войне, когда он бросил своё подразделение умирать, а позже получил Бронзовую Звезду. Сейчас, когда ему за пятьдесят, Белл проводит большую часть своей жизни, пытаясь загладить ошибки прошлого честными делами. Он ставит перед собой задачу спасти Мосса и расследовать преступную наркосделку. Усложняет дело прибытие Антона Чигура — киллера, нанятого для возврата денег наркомафии. Чигур — безжалостный, расчетливый убийца, возомнивший себя вершителем судеб. Он использует дробовик с глушителем и затворный пистолет, предназначенный для оглушения во время забоя скота на фермах, и иногда подбрасывает монету, чтобы решить, следует ли пощадить жертву. Чигур преследует Мосса благодаря спрятанному в деньгах отслеживающему передатчику.
Мосс останавливается в различных мотелях на границе с Мексикой, в одном из которых его настигает Чигур. Чигур выбивает замок номера с помощью своего пистолета, в то время как Мосс, спасаясь, выпрыгивает в окно. Мосс пытается скрыться, но Чигур стреляет в него из окна и попадает в бедро. Прячась за машиной в переулке, Мосс, прицелившись, тоже попадает Чигуру в бедро. Получив ранения, оппоненты вынуждены потратить время на восстановления сил и здоровья: Мосс — в мексиканской больнице, Чигур — в своём номере, украв лекарства из аптеки.
К борьбе за деньги наркомафии подключается Карсон Уэллс — бывший агент спецназа и ветеран Вьетнама, ставший киллером и знакомый с Чигуром. Он навещает Мосса в больнице и предлагает ему свою защиту в обмен на деньги. Дав ему время подумать, он сообщает ему о своем местонахождении и даёт номер телефона для связи. Вернувшись в свой номер, Уэллс встречается там с Чигуром, который убивает его. В этот момент по телефону звонит Мосс. Чигур предупреждает, что убьёт его жену, если не увидит денег. Мосс отказывается и звонит жене, чтобы назначить ей встречу в мотеле в Эль-Пасо. Она, в свою очередь, сообщает о встрече шерифу Беллу, но звонок прослушивается, и местонахождение всех участников становится известно наркомафии.
По пути в Эль-Пасо Мосс берет с собой автостопщицу, которая утверждает, что ей 18 лет, но на самом деле только 15, и она сбежала из дома. Он просит её сесть за руль, потому что его мучают боли после ранения и нужен отдых. Мосс объясняет девушке, как опасно путешествовать автостопом, и даёт ей деньги на автобус, чтобы она могла вернуться домой после ночёвки в мотеле. Но ночью незадолго до прибытия Белла их убивают мексиканцы — члены наркомафии. Жена Мосса Карла читает в газетных новостях, что её муж изменял ей с убитой девушкой. Белл пытается объяснить ей, что это неправда, но она не отвечает на его звонки. Чигур тоже приезжает в номер мотеля, где был убит Мосс, и находит деньги в вентиляционной шахте. Он возвращает их владельцу, а затем отправляется в дом Карлы Джин, чтобы убить её. Перед убийством он бросает монетку, чтобы решить её судьбу. Карла проигрывает.
Вскоре Чигура сбивает автомобиль, в результате чего он получает серьёзные ранения, но остается в живых. Он подкупает пару подростков, чтобы они не болтали лишнего об аварии.
После долгого расследования, которое не позволило привлечь к ответственности Чигура, Белл уходит в отставку и уезжает из местного здания суда, чувствуя себя подавленным и побеждённым. В конце книги описаны два сна Белла, которые он видит после смерти своего отца. В одном из них — он встречает отца в городе и просит у него немного денег в долг. В другом — Белл едет на лошади через заснеженный перевал в горах. Он видит перед собой своего отца, несущего рог лунного цвета, освещённый огнём, который тот зажжёт в темноте и холоде и будет ждать его прибытия.

## Особенности произведения
Роман написан короткими предложениями с обилием диалогов, чем напоминает сценарий фильма. Кроме этого, роман содержит 13 глав, оформленных курсивом — внутренние монологи шерифа Эда Тома Белла. В основном, они сосредоточены на проблеме морального разложения в обществе.

## Продажи и критика
Роман был опубликован в США 19 июля 2005 года. В первую неделю августа 2005 года был включён в еженедельный топ-10 бестселлеров по версии The New York Times и оставался в этом списке в течение 5 недель. В Германии публикация романа издательством Rowohlt Verlag планировалась на лето 2008 года, но была перенесена на март 2008 года после успеха экранизации книги на церемонии вручения премии «Оскар». В первый месяц после публикации роман стал 36-м в списке бестселлеров Spiegel. 

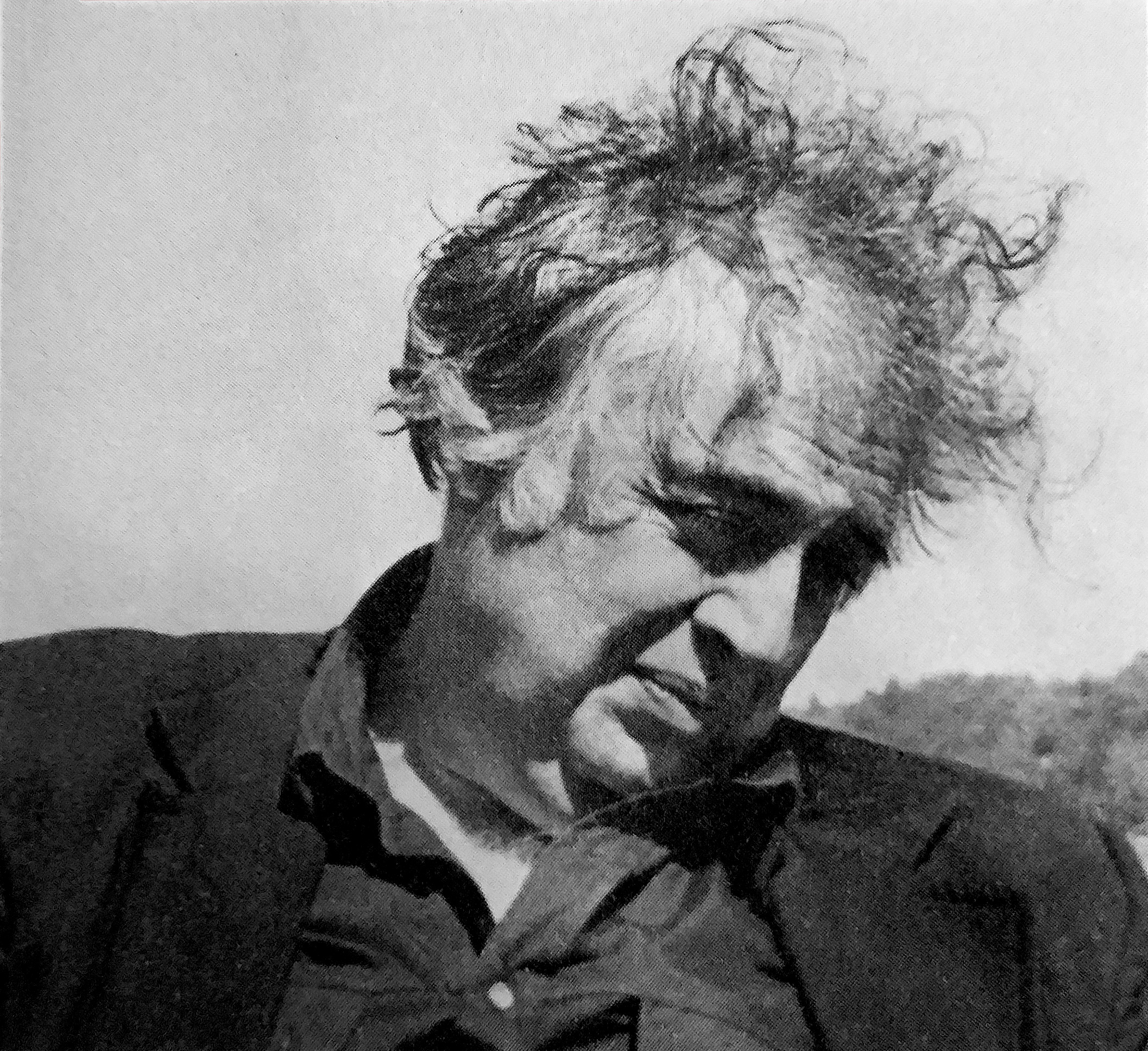
Литературный критик Гарольд Блум не был в восторге от романа, заявив, что ему не хватает качеств лучших работ Маккарти, в частности «Кровавым меридианом», и сравнил его с произведением Уильяма Фолкнера «Притча». Сравнивая отсутствие «морального аргумента» в «Кровавом меридиане» с повышенной моралью, присутствующей в «Старикам тут не место», он посчитал, что «апокалиптические моральные суждения», сделанные в романе представляют собой «своего рода отступление от канона Маккарти».

Ранние отзывы были смешанными. Уильям Дж. Кобб в обзоре, опубликованный в газете Houston Chronicle (15 июля 2005 года), характеризует Маккарти как «нашего величайшего живущего писателя» и описывает книгу как «горячую историю, которая клеймит ум читателя, словно опалённым ножом, нагретым от пламени костра». В выпуске The New York Times Book Review за 24 июля 2005 года, критик и писатель-фантаст Уолтер Кирн предполагает, что сюжет романа является «зловещим хуком», но восхищённо описывает автора, как «вундеркинда с джойстиком, геймера уровня мастера, который профессионально меняет экраны и ситуации каждые несколько страниц».
Роман получил и долю критического внимания, так, к примеру, Линни Чэпмен Кинг, Рик Уоллах и Джим Уэлш выпустили сборник «Старикам тут не место: от романа к фильму», а Рэймонд Малевиц написал статью «Anything Can Be an Instrument: Misuse Value and Rugged Consumerism in Cormac McCarthy’s No Country for Old Men».
Немецкоязычные рецензенты сошлись в том, что стиль романа и изображение насилия в нём мог бы стать прекрасной основой для фильма Квентина Тарантино. Литературный критик Йорг Магенау из Tagesspiegel был опечален тем, что роман был опубликован в Германии после экранизации, потому что у читателя уже были сформированы готовые образы персонажей. Он также был впечатлён монологами шерифа Белла, которые изображают глубоко ощутимый крах консерватизма. Хуберт Шпигель из Frankfurter Allgemeine Zeitung, наоборот посчитал морализм в монологах избыточным и поэтому выше оценил экранизацию, в которой они не появляются. По его мнению, эта книга метафизически преувеличенного наркотриллера не приближается к роману того же автора «Дорога», который он считает достойным Нобелевской премии. На страницах Neue Zürcher Zeitung Михаэль Шмитт пишет, что роман, безусловно, может поспорить с экранизацией, поскольку, несмотря на его краткий и резкий стиль и мрачность без надежды на утешение, он поднимает меланхолические вопросы от лица протагонистов.

## Награды и номинации
- 2006 — номинация на Премию Дэшила Хэммита[14]
- 2007 — номинация на Дублинскую литературную премию[15]
- 2008 — награда «Мальтийский сокол»[16]

## Экранизация

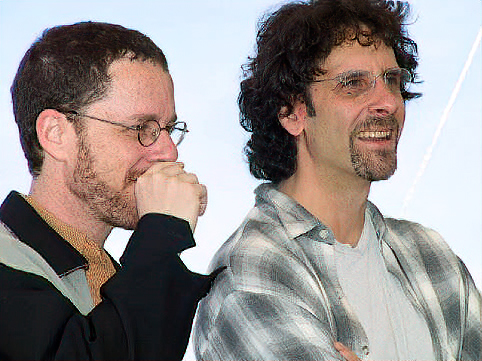
За фильм Братья Коэны удостоились множества наград за режиссуру и сценарий

В 2007 году Итан и Джоел Коэны адаптировали книгу в фильм с одноименным названием, с Джошем Бролином в роли Мосса Льюэллина, Харвьером Бардемом в роли Антона Чигура и Томми Ли Джонсом в роли шерифа Эда Том Белла. 27 января 2008 года фильм получил Премию Гильдии киноактёров США за лучший актёрский состав в игровом кино. Фильм получил 8 номинаций на 80-й церемонии вручения наград кинопремии Оскар и 24 февраля 2008 года был удостоен 4 статуэток: за лучший фильм, лучшую режиссуру, лучший адаптированный сценарий и лучший актер второго плана (Хавьер Бардем).